# Ханна Арендт (фильм)
«Ханна Арендт» (нем. Hannah Arendt) — биографический драматический фильм режиссёра Маргареты фон Тротта, вышедший на экраны в 2012 году. В заглавной роли — Барбара Зукова. Фильм рассказывает о жизни немецко-еврейского философа и политического теоретика Ханны Арендт. Фильм вышел в прокат в США в 29 мая 2013 года.
Картина немецкого режиссёра фон Тротты посвящена реакции Арендт на суд над нацистом Адольфом Эйхманом в 1961 году, который она освещала в журнале «Нью-Йоркер». Её работа, в которой была введена известная концепция «банальности зла», вызвала споры из-за описания как Эйхмана, так и роли юденратов в Холокосте.

## Сюжет
Фильм открывается поимкой Эйхмана в Южной Америке, куда он сбежал по крысиным тропам с поддельными документами. Ханна Арендт, будучи профессором в Нью-Йорке, вызывается писать о суде над Эйхманом в «Нью-Йоркер». Наблюдая за судом, Арендт поражена тем, насколько обычным и посредственным выглядит Эйхман, ведь она ожидала увидеть перед собой настоящего монстра. Главная героиня возвращается в Нью-Йорк с пачкой судебных протоколов. Её муж смертельно болен. Арендт не может смириться с тем, как Эйхман оправдывал свои поступки банальными речами о бюрократии и о том, что он «просто выполнял приказы». Публикация работы Арендт вызывает резонанс в обществе, гневные телефонные звонки и ссору с её старым другом Хансом Йонасом.
Ночью в городе со своей подругой, писательницей Мэри Маккарти, Арендт настаивает на том, что её неправильно понимают, а критики, обвиняющие её в «защите» Эйхмана, не читали её работы. Маккарти припоминает Арендт её давний роман с философом Мартином Хайдеггером, который сотрудничал с нацистами. Арендт обнаруживает, что её избегают многие коллеги и бывшие друзья. Фильм заканчивается заключительной речью, которую она произносит перед группой студентов, где она говорит, что процесс над Эйхманом затрагивал новый тип преступления, которого ранее не существовало. Суд должен был относиться к Эйхману, как к человеку, обвиняемому в делах, которые он совершил. На рассмотрении в зале суда была не система и не идеология, а только один человек. Но Эйхман был человеком, открестившемся от своих личных качеств, показав тем самым, что великое зло совершается «никем» без каких-либо мотивов или намерений. Это то, что Ханна Арендт называет «банальностью зла».

## В ролях
- Барбара Зукова — Ханна Арендт
- Джанет Мактир — Мэри Маккарти
- Юлия Йенч — Лотте Кёлер
- Аксель Мильберг — Генрих Блюхер
- Клаус Поль — Мартин Хайдеггер
- Николас Вудесон — Уильям Шон
- Ульрих Нётен — Ханс Йонас
- Меган Гэй — Фрэнсис Уэллс
- Том Ляйк — Джонатан Шелл
- Михаэль Деген — Курт Блюменфельд
- Харви Фридман — Томас Миллер

## Процесс производства
В фильме использованы оригинальные киносъемки, сделанные во время суда над Эйхманом в 1961 году, а также реальные показания оставшихся в живых и прокурора Гидеона Хауснера.

## Отзывы критиков
Фильм получил от критиков в основном положительные отзывы. Обзор сайта Rotten Tomatoes дал фильму 88 % положительных рецензий среди 66 обзоров со средним значением 6,8/10. «Возглавляемый мощным выступлением Барбары Зуковой, фильм „Ханна Арендт“ проделал похвальную работу по экранизации жизни сложного общественного деятеля».
Фильм „Ханна Арендт“ передаёт очарование, харизму и трудности немецкой мысли определённого рода. Барбара Зукова, не слишком озабоченная подражанием реальному образу философини, отлично передаёт энергичную силу мышления Арендт, а также её тепло и прежде всего необходимое любопытство, которое движет ей. Кульминация, в которой Арендт защищает себя от критиков, напоминает великие судебные сцены в кино и дает волнующее напоминание о том, что работа по выяснению истины необходима, трудна, а иногда и по-настоящему героическая. Энтони Скотт, «Нью-Йорк Таймс»
Сделать фильм о философе — это непростая задача; сделать его так, чтобы это было доступно и захватывающе, — это триумф. Сама Ханна Арендт, возможно, с удивлением бы узнала, что после пятидесяти лет почти затухших споров этот фильм обещает спровоцировать серьёзные дебаты, которые она стремилась вызвать, публикуя свою книгу.Роджер Берковиц, The Paris Review

## Награды и номинации
- 2012 — приз «Серебряный колос» Вальядолидского кинофестиваля.
- 2012 — участие в конкурсной программе Токийского кинофестиваля и Таллиннского кинофестиваля «Тёмные ночи».
- 2013 — две премии Deutscher Filmpreis: серебряная премия за лучший фильм, лучшая женская роль (Барбара Зукова). Кроме того, лента получила 4 номинации: лучшая режиссура (Маргарета фон Тротта), лучший сценарий (Маргарета фон Тротта, Памела Кац), лучшие костюмы (Фрауке Фирл), лучший грим (Астрид Вебер).
- 2013 — номинация на премию Европейской киноакадемии лучшей европейской актрисе (Барбара Зукова).